# Chiesa di San Giuseppe (Saigon)
La chiesa di San Giuseppe (Nhà thờ Thánh Giuse in vietnamita, Église Saint-Joseph in francese) è una chiesa cattolica della città di Ho Chi Minh, già Saigon, in Vietnam. Dipende dall'arcidiocesi di Ho Chi Minh.

## Storia
La chiesa venne eretta in età coloniale tra il 1921 e il 1924. Nel 1952 il campanile venne abbassato di 10,5 metri per ragioni di sicurezza aerea.

## Descrizione
La chiesa presenta una commistione tra lo stile neoromanico e lo stile neobizantino, riprendendo vagamente le forme del duomo di Ravenna. Al di sopra del portale d'ingresso troneggia una grande statua ritraente san Dionigi. L'interno presenta diverse vetrate colorate raffiguranti santi quali sant'Anna, santa Veronica, Giovanna d'Arco e santa Germana, nonché alcune ricche decorazioni a mosaico tra le quali quella del fondale dell'abside, dietro l'altare, rappresentante la Crocifissione.
La chiesa misura 40 metri in lunghezza, 14 metri in larghezza e 16 metri in altezza (20 alla cupola e 30 al campanile, in origine, oggi ridotti a 19,5).

## Galleria d'immagini

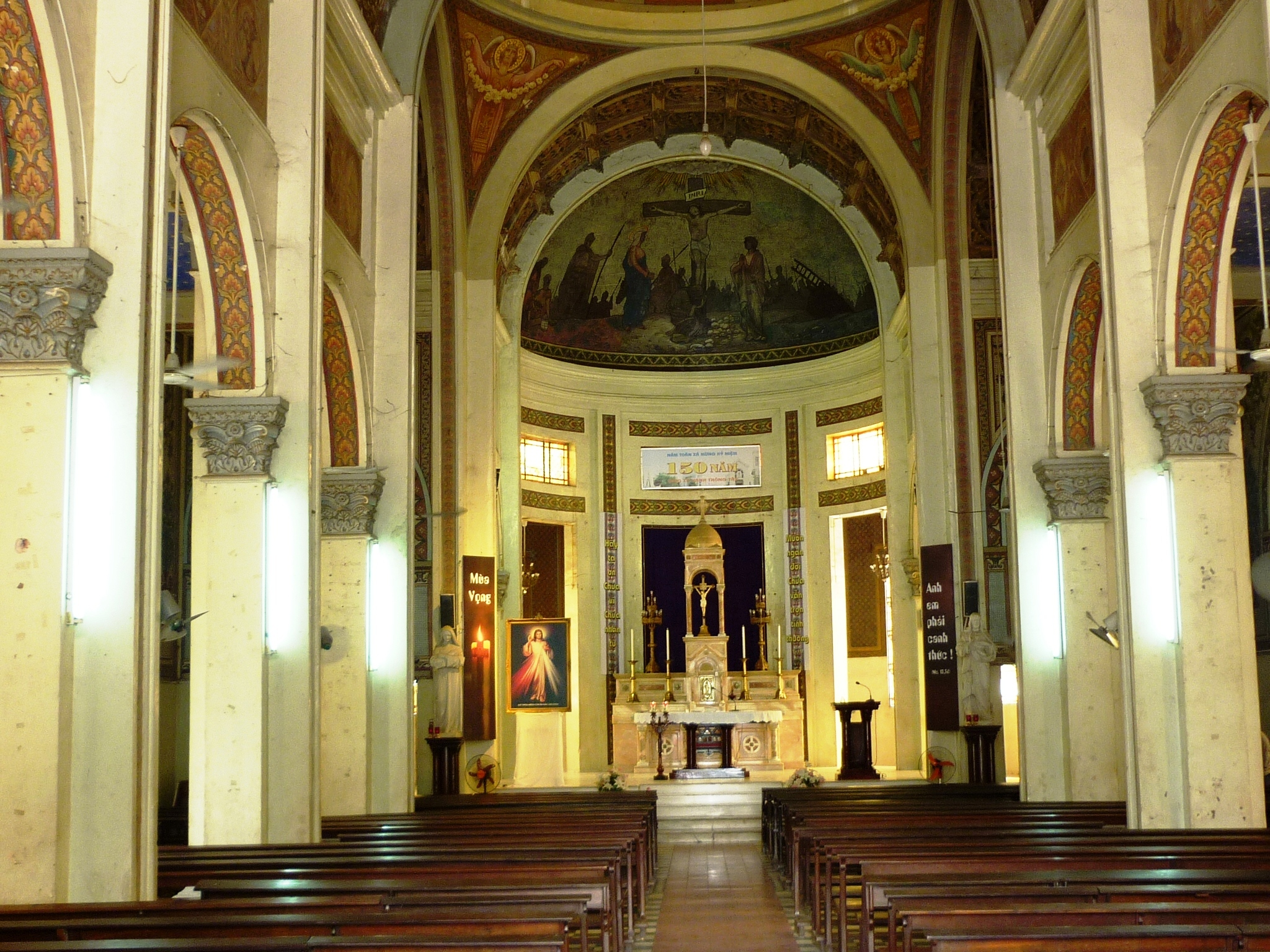
L'interno della chiesa
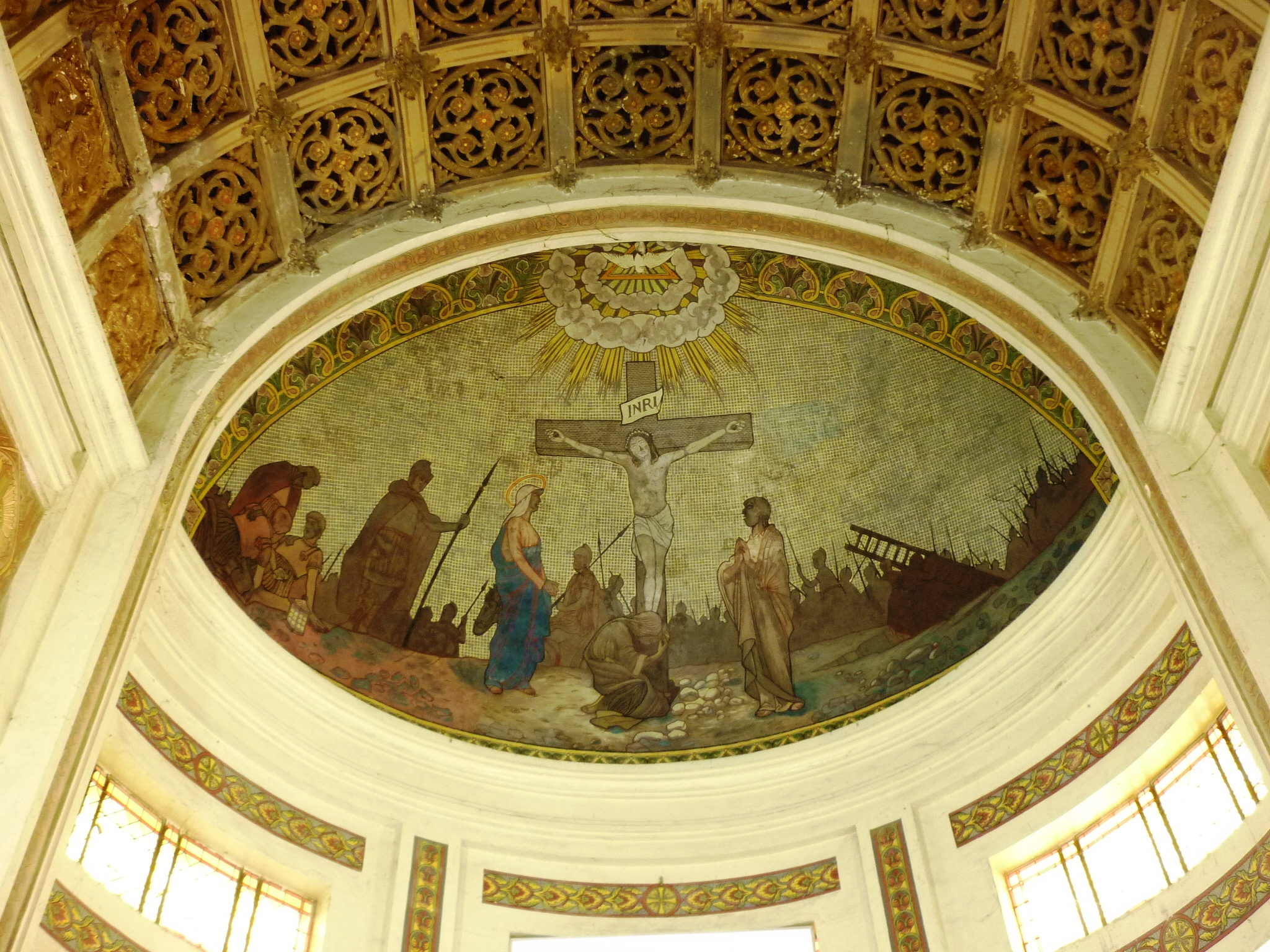
Il mosaico dell'abside
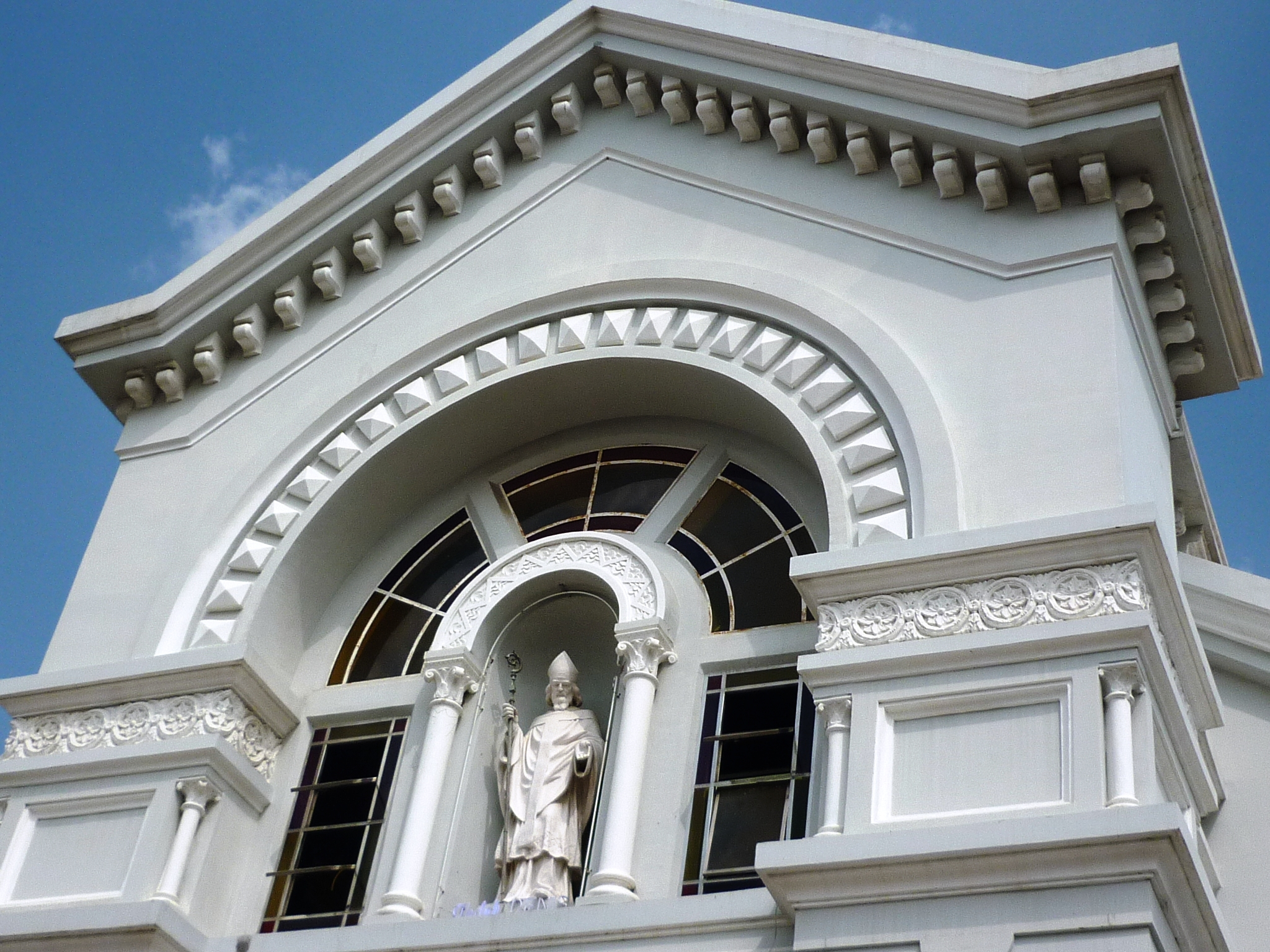
La facciata con la statua di san Dionigi